# Metikurke, Hiriyur
Metikurke là một làng thuộc tehsil Hiriyur, huyện Chitradurga, bang Karnataka, Ấn Độ.